# Mildred Stahlman
Mildred T. Stahlman, född 31 juli 1922 i Nashville, Tennessee, död 29 juni 2024 i Brentwood, Tennessee, var en amerikansk pediatriker. Hon var professor i pediatrik och patologi vid Vanderbilt University. 
Mildred Stahlman tog 1943 collegeexamen vid Vanderbilt's College of Arts and Science. 1946 erhöll hon läkarexamen vid Vanderbilt University och tillbringade hela sin karriär på universitetets medicinska institution.
Stahlman startade Vanderbiltuniversitetets första intensivvårdsavdelning för nyfödda, en avdelning med tillgång till respiratorer för spädbarn med skadade lungor. Hon har forskat kring metoder för att förebygga och behandla barnsjukdomar och utvecklat mobila intensivvårdsenheter för nyfödda. Hon har författat mer än 100 expertgranskade artiklar om spädbarnsvård, med inriktning på vård av för tidigt födda barn.
Stahlman utnämndes 1973 till medicine hedersdoktor vid Göteborgs universitet. 1989 invaldes hon som utländsk ledamot av svenska Kungliga Vetenskapsakademien.